# Hidroquinona
La Hidroquinona, també dita benzè-1,4-diol o quinol, és un compost orgànic aromàtic que és un tipus de fenol, té la fórmula química C₆H₄(OH)₂. La seva estructura química, té dos grups hidroxils enllaçats covalentment amb un anell de benzè en posició de subsitucions orto, meta, i para. És un sòlid blanc granular. Les hidroquinones en són els seus derivats.

## Producció
La hidroquinona es produeix industrialment per tres rutes dues de les quals són les dominants. La ruta més usada implica la dialquilació de benzè amb propè per donar 1,4-diisopropilbenzè.

### Redox
La Hidroquinona experimenta oxidació donant benzoquinona. Aquest procés es pot revertir. Alguns derivats d'hidroquinones presents de manera natural tenen aquesta mena de reacció, per exemple essent coenzim Q.

### Aminació
Una reacció important converteix la hidroquinona en derivats mono- i diamino. El metilaminofenol, usat en fotografia es fa d'aquesta manera:
C₆H₄(OH)₂ + CH₃NH₂ → C₆H₄(OH)(N(H)CH₃) + H₂O
Similarment en la indústria de la goma com a agent antiozó des de l'anilina:
C₆H₄(OH)₂ + 2 C₆H₅NH₂ → C₆H₄(N(H)CH₆H₅)₂ + 2 H₂O

## Usos
En té molts. Principalment associada a la seva acció com a agent reductor soluble en aigua. Redueix els halids de plata a plata.